# 凡爾賽的戴安娜
《凡爾賽的戴安娜》（Artémis, déesse de la chasse）是一尊略大於真人大小的羅馬女神戴安娜（阿耳忒彌斯）和一隻鹿的大理石雕像，目前收藏於巴黎羅浮宮博物館。
這座雕像也被稱為戴安娜與母鹿（法語：Diane à la biche）、戴安娜女獵人（法語：Diane chasseresse）或以弗所的戴安娜。目前的雕像羅馬時代部分修復的複製品（公元1世紀或2世紀），是失落的希臘青銅原件的一部分，萊奧卡雷斯於西元前325年完成凡爾賽的戴安娜。